# Kriegerdenkmal (Étréchy)

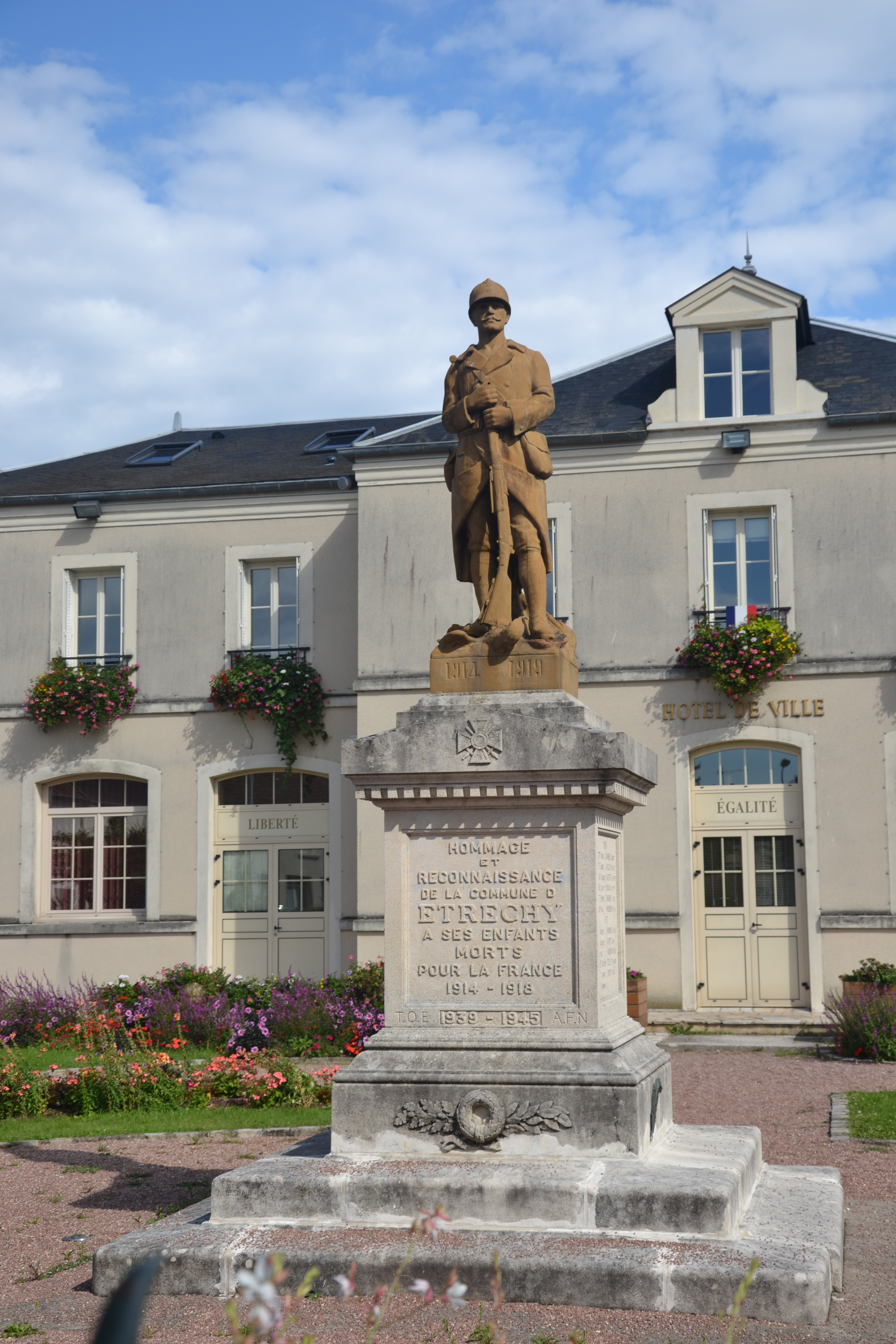
Kriegerdenkmal in Étréchy

Das Kriegerdenkmal in Étréchy, einer französischen Gemeinde im Département Essonne in der Region Île-de-France, wurde 1919 errichtet. Das Kriegerdenkmal vor dem Hôtel de Ville an der Place Charles de Gaulle erinnert an die Militärangehörigen aus Étréchy, die im Ersten und Zweiten Weltkrieg getötet wurden. 
Während die Dörfer in der Nachbarschaft die gleichen standardisierten Kriegerdenkmäler errichteten, gab die Gemeinde Étréchy dem Bildhauer Charles-Henri Pourquet (1877–1943) den Auftrag für die Statue eines französischen Soldaten mit Gewehr, der unter seinen Füßen den Reichsadler des Deutschen Reiches liegen hat. 
Rechts und links am rechteckigen Sockel sind die Namen der Gefallenen verewigt.